# トム・サルタ
 トム・サルタ （Tom Salta）はアメリカ合衆国、コネチカット州出身の作曲家である。

## 概要
彼は昔ながらの弦楽器によるストリング、オーケストラなどの生演奏を主体とするが、その一方で近代的なシンセサイザーのような電子音をも組み合わせることがあり、ハイブリッドな楽曲をクリエイトすることが特徴である。
2006年に発売されたトム・クランシーズ/ゴーストリコン： アドバンスド・ウォーファイターの楽曲を担当。初めて本物のオーケストラを使う機会に恵まれるが、彼に管弦楽法の知識やレコーディング経験がなかったため、当時ロサンゼルスで作編曲家として活躍していた佐藤賢太郎がオーケストラ編曲を全面的に担当する。佐藤のアシスタントもあり、完成した曲はMTV Video Music Awardsの「最良のビデオゲーム・スコア」とされた。
同じく2006年発売のレッドスティールにおいてゲーム・ミュージックを担当。日本が舞台という作品の使用から、彼は三味線や太鼓などを含んだ和風な音楽にチャレンジ。そこでもまたIGN（Imagine Games Network）からなんらかの章を受賞した模様。
2007年、ふたたびトム・クランシー監修のゴーストリコン： アドバンスド・ウォーファイター2の楽曲を担当。ここでは前作同様フル・オーケストラでの演奏のほかにも聖歌隊によるヴォーカルコーラスをふんだんに取り込み、一流映画顔負けの迫力ある楽曲を提供した。前作に続き、佐藤が編曲した譜面も使用されている。ちなみに佐藤は世界的にも有名な合唱音楽作曲家でもある。

## ディスコグラフィー
ビデオゲーム
Halo: Combat Evolved Anniversary
R.U.S.E.
トム・クランシーズ H.A.W.X.2　（Tom Clancy's: HAWX 2）
プリンス・オブ・ペルシャフォーゴッテン・サンド （Prince of Persia: The Forgotten Sands）
トム・クランシーズ H.A.W.X. （Tom Clancy's H.A.W.X）
ゴーストリコン アドバンスウォーファイター（Tom Clancy's: Ghost Recon Advanced Warfigher）
ゴーストリコン アドバンスウォーファイター2（Tom Clancy's：Ghost Recon Advanced Warfighter）
ライオットアクト（Crackdown）
レッドスティール Red Steel
Full Auto 2: Battlelines
キム・ポッシブルKim Possible
Cold Fear
PGR3 - プロジェクトゴッサムレーシング3 - Project Gotham Racing 3
Still Life
ニード・フォー・スピード アンダーグラウンド2 Need for Speed Underground 2
ゴーストリコン2 Ghost Recon 2 （テーマのみ）
ラリースポーツチャレンジ Rallisport Challenge 2
Street Racing Syndicate
テレビドラマ、映画
ハリー・ポッターと不死鳥の騎士団（予告編）Harry Potter and the Order of the Phoenix (Movie Trailer)
The DaVinci Code Featurette: Making of and Promos
The Last Mimzy (Movie Trailer)
Arthur and the Invisibles (TV & Movie Trailers)
2006 Winter Olympics
ほか多数